# Маргаритка многолетняя
Маргари́тка многоле́тняя (лат. Béllis perénnis) — многолетнее травянистое растение, вид рода Маргаритка семейства Астровые. Культивируется как декоративное красивоцветущее растение.

## Описание

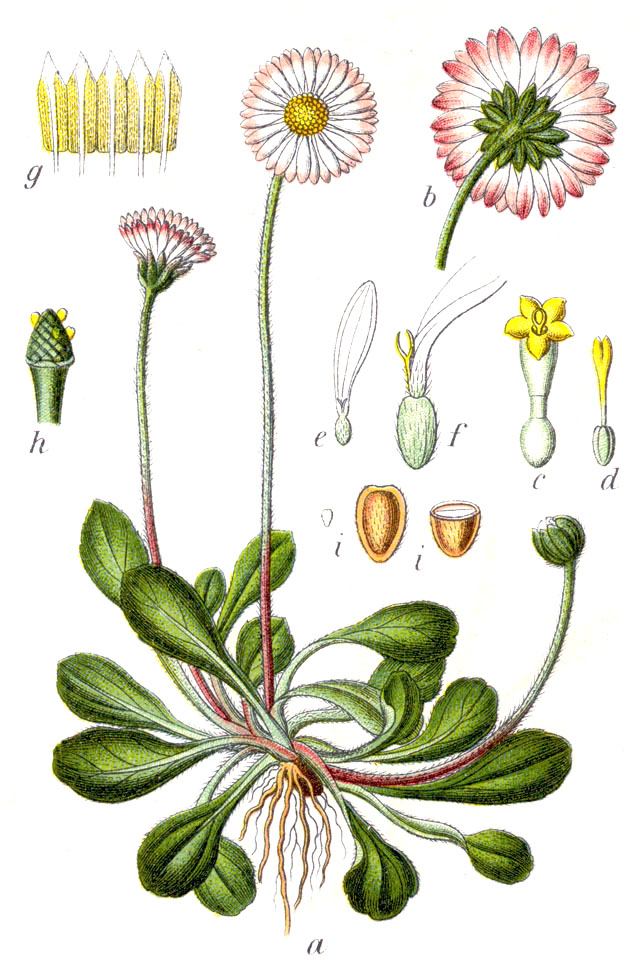
Маргаритка многолетняя. Ботаническая иллюстрация Якоба Штурма из книги Deutschlands Flora in Abbildungen, 1796

Маргаритка многолетняя — многолетнее травянистое растение, культивируется как двулетнее, достигает в высоту 10—30 см.

Корневище короткое.
Листья — продолговато-яйцевидные или яйцевидно-лопатчатые, по краям зубчатые, волосисто- или железисто-опушённые; образуют прикорневую розетку. Стебель безлистный.
Соцветия — одиночные корзинки с крупными ложноязычковыми или трубчатыми цветками по краям соцветия и мелкими обоеполыми трубчатыми жёлто-оранжевого цвета в центре. Краевые цветки женские, бывают белого, розового или красного цвета. Соцветия расположены на многочисленных цветоносах и достигают 3—8 см в диаметре. Цветёт весной, в начале лета и иногда на протяжении всего лета и осени.
Плод — семянка до 0,5 мм длиной, жёлтого цвета. Семена созревают в июне.

## Распространение и экология
Естественный ареал — Северная Африка, Передняя и Центральная Азия, Закавказье, Северная, Западная, Восточная и Южная Европа.
Занесена и прижилась повсюду в мире в зоне умеренного климата.
В Европейской части России встречается, по Губанову и Тихомирову, одичавшей.
Растёт по полям и лугам, на месте бывших усадеб и пашен, в пригородных лесах и парках.

## Применение
Широко разводится в цветниках и как горшочное растение на балконах. Садовые разновидности маргариток принадлежат большей частью к виду Bellis perennis.
Маргаритки разводят в садах на всякой хорошей почве. Крупноцветные сорта маргариток обыкновенно не переносят морозов Европейской части России, поэтому на зиму, при наступлении холодов, их следует укрывать. Старые экземпляры начинают вырождаться и приносить простые цветки, а потому их следует выкапывать и разделять на несколько частей; лучше всего эту операцию производить летом, после цветения.
Используется также как комнатное растение.
|                                       |
| Садовые формы маргаритки многолетней. |

## Классификация

### Таксономия[3]
Bellis perennis L., 1753, Sp. Pl. : 886
Вид Маргаритка многолетняя относится к роду Маргаритка (Bellis) семейства Астровые (Asteraceae) порядка Астроцветные (Asterales). Кладограмма в соответствии с Системой APG IV:
|  |                                      |  |                                   |                                   |                    |  | ещё 10 семейств | ещё 10 семейств |                        |  |                       |  | еще 16 подтвержденных и 23 в статусе "непроверенных" видов и инфравидовых таксонов | еще 16 подтвержденных и 23 в статусе "непроверенных" видов и инфравидовых таксонов |  |
|  |                                      |  |                                   |                                   |                    |  | ещё 10 семейств | ещё 10 семейств |                        |  |                       |  | еще 16 подтвержденных и 23 в статусе "непроверенных" видов и инфравидовых таксонов | еще 16 подтвержденных и 23 в статусе "непроверенных" видов и инфравидовых таксонов |  |
|  |                                      |  |                                   | порядок Астроцветные              |                    |  |                 |                 | род Маргаритка         |  |                       |  |                                                                                    |                                                                                    |  |
|  |                                      |  |                                   | порядок Астроцветные              |                    |  |                 |                 | род Маргаритка         |  | 1 инфравидовой таксон |  |                                                                                    |                                                                                    |  |
|  | отдел Цветковые, или Покрытосеменные |  |                                   |                                   | семейство Астровые |  |                 |                 | Маргаритка многолетняя |  |                       |  |                                                                                    |                                                                                    |  |
|  | отдел Цветковые, или Покрытосеменные |  |                                   |                                   |                    |  |                 |                 |                        |  |                       |  |                                                                                    |                                                                                    |  |
|  |                                      |  | ещё 63 порядка цветковых растений | ещё 63 порядка цветковых растений |                    |  |                 | ещё 1804 рода   | ещё 1804 рода          |  |                       |  |                                                                                    |                                                                                    |  |
|  |                                      |  |                                   | ещё 63 порядка цветковых растений |                    |  |                 |                 | ещё 1804 рода          |  |                       |  |                                                                                    |                                                                                    |  |

### Инфравидовые таксоны
- Bellis perennis f. disciformis P.D.Sell (в статусе непроверенного по состоянию на декабрь 2022 г.)

### Синонимы
- Aster bellis  E.H.L.Krause
- Bellis alpina  Hegetschw.
- Bellis armena  Boiss.
- Bellis croatica  Gand.
- Bellis hortensis  Mill.
- Bellis hybrida  Ten.
- Bellis integrifolia  DC.
- Bellis minor  Garsault
- Bellis perennis f. discoidea  D.C.McClint.
- Bellis perennis f. perennis
- Bellis perennis f. plena  Sacc.
- Bellis perennis f. pumila   (Arv.-Touv. & Dupuy)  Rouy
- Bellis perennis f. rhodoglossa  Sacc.
- Bellis perennis f. tubulosa  A.Kern.
- Bellis perennis subsp. hybrida   (Ten.)  Nyman
- Bellis perennis subsp. perennis
- Bellis perennis var. caulescens  Rochebr.
- Bellis perennis var. fagetorum  Lac.
- Bellis perennis var. hybrida   (Ten.)  Fiori
- Bellis perennis var. margaritifolia   (Huter)  Fiori
- Bellis perennis var. microcephala  Boiss.
- Bellis perennis var. perennis
- Bellis perennis var. pusilla  N.Terracc.
- Bellis perennis var. strobliana  Bég.
- Bellis perennis var. subcaulescens  Martrin-Donos
- Bellis perennis var. tubulosa  F.J.Schultz
- Bellis pumila  Arv.-Touv. & Dupuy
- Bellis scaposa  Gilib.
- Bellis validula  Gand.
- Erigeron perennis  Sessé & Moc.